# 卡内基社区中心

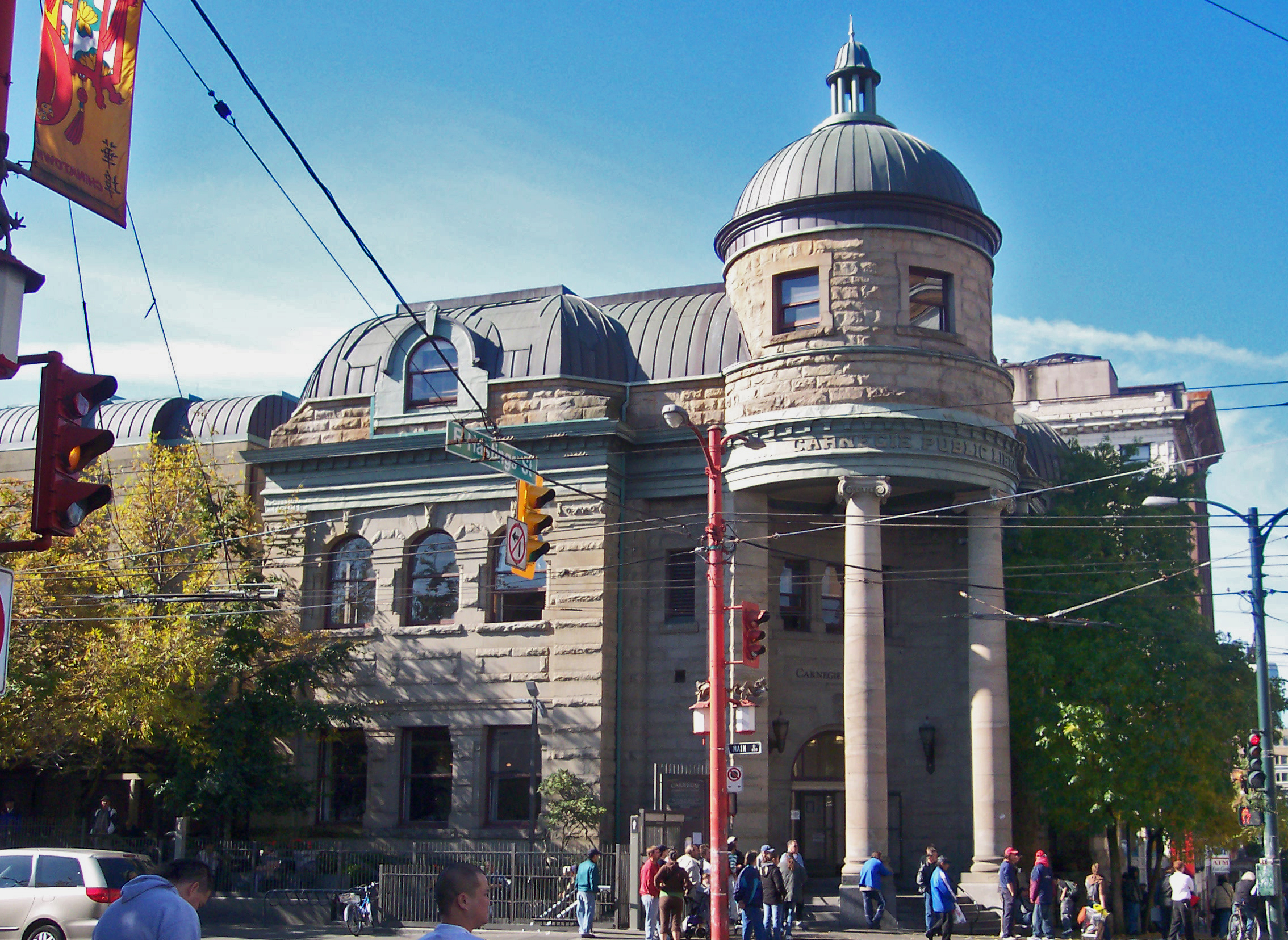
卡内基社区中心

卡内基社区中心（Carnegie Community Centre）位于不列颠哥伦比亚省温哥华溫哥華市中心東端（Downtown Eastside）的旧卡内基图书馆大楼内，地址在缅街（Main Street）401号，即喜士定街（Hastings Street）转角。 
1901年，温哥华市向美国实业家和慈善家安德魯·卡内基要求提供50,000加元捐款，用于建设图书馆。卡内基同意了，要温哥华市提供该场地，即每年捐款5000加元。图书馆于1903年建成。此处原为温哥华的市中心，毗邻当时的温哥华市政厅。顶楼曾是温哥华博物馆（Vancouver Museum）的所在地。1957年，温哥华公共图书馆搬入布勒街（Burrard Street）750号的一幢更为宽敞的建筑，卡内基大楼遭废弃。
溫哥華市中心东端居民协会（Downtown Eastside Residents' Association）的邻里贫困活动家说服市议会，将其改为当地居民的公共场所，于1980年代作为卡内基社区中心开放。现在这里设有娱乐设施、廉价自助餐厅、温哥华公共图书馆的一个分馆，以及为这个加拿大最贫穷的社区之一的提供的各种服务和项目。卡内基中心是禁止毒品和酒精的场所。
卡内基社区中心由温哥华市所有，由社会规划局提供资金。每天上午9点至晚上11点开放。
该中心由卡内基社区中心协会的董事会管理，董事会每年由该协会的会员选举产生。会员费每年一加元，向社区居民开放，中心的所有项目对会员免费。
顶层还有一个成人学习中心，提供非正式的一对一辅导。中心内还设有一个计算机实验室，其中包含多台教育用计算机。
卡内基中心每两个月发布一次通讯，其中包含有关市中心东端社区的文章。
加拿大彩色玻璃协会记录了卡内基社区中心的彩色玻璃。
卡内基中心为许多项目提供支持和场地，包括政治团体CCAP（卡内基社区行动项目），该团体最近与DTES的反士绅化抗议活动有关。